# Ivan Prosvetov
Ivan Igorevitj Prosvetov, ryska: Иван Игоревич Просветов, född 5 mars 1999, är en rysk professionell ishockeymålvakt som är kontrakterad till Arizona Coyotes i National Hockey League (NHL) och spelar för Tucson Roadrunners i American Hockey League (AHL). Han har tidigare spelat för Rapid City Rush i ECHL; Saginaw Spirit i Ontario Hockey League (OHL); Youngstown Phantoms i United States Hockey League (USHL) samt Minnesota Magicians i North American Hockey League (NAHL).
Prosvetov draftades av Arizona Coyotes i fjärde rundan i 2018 års draft som 114:e spelare totalt.